# Берест Роман Петрович
Роман-Мар'ян Петрович Берест (20 вересня 1897, Львів — 14 квітня 1941, там же) — український релігійний та громадський діяч, священник УГКЦ, діяч українського визвольного підпілля на Західній Україні, один з учасників судового процесу 59-ти, який відбувся 15-18 січня 1941 року в Львівському НКВС.

## Життєпис
Роман-Мар'ян Берест народився у родині урядовця Петра і Олени Берест. Навчався у Львівському університеті на теологічному факультеті. 
Після висвячення 1920 року став священником Української греко-католицької церкви в селі Борусів Бережанського повіту. 1922 року переїхав у село Бишки на Тернопільщині. 1933 року намагався переправити через Збруч матеріальну та харчову допомогу під час голодомору на Великій Україні.
З червня 1934 року переведений на парафію села Полоничі. Арештований 12 вересня 1940 року. Засуджений по ст. 54-2 КК УРСР 1927–60 роках (збройне повстання чи вторгнення з контрреволюційною метою на радянську територію озброєних банд); ст. 54-11 КК УРСР 1927–60 роках (підготування до контрреволюційних злочинів).
Засуджений за сфабрикованим звинуваченням після зайняття радянськими військами Західної України. Згідно з судовими рішеннями, Роман-Мар'ян Берест «був членом підпілля ОУН у Львові. До ОУН був залученим Андрієм Матвійчуком, по завданню якого організовував переправлення через кордон активістів ОУН й збирав відомості про дії радянської влади. Зв'язок з Матвійчуком Роман Берест встановив через свого сина Юрія Береста, який на час суду знаходився за кордоном».
Засуджений до смертної кари 18 січня 1941 року. Коли засуджених везли на розстріл вдалось кинути на вулицю клаптик паперу, де було написано: «Нас п'ятдесят, їдемо на смерть, священик Берест». Вирок виконаний, ймовірно, 14 квітня 1941 року. За деякими свідченнями розстріляних засуджених поховали у Львові в районі Левандівки. Через місяць після страти його сім'ю: дружину Ірину і двох неповнолітніх доньок Лесю і Марту депортували до Сибіру.
Реабілітовано прокуратурою Львівської області 13 березня 1992 року.